# Dick Motz
Richard Charles Motz (bekannt als Dick Motz; * 12. Januar 1940 in Christchurch, Neuseeland; † 29. April 2007 ebenda) war ein neuseeländischer Cricketspieler, der zwischen 1961 und 1969 für die neuseeländische Nationalmannschaft spielte.

## Aktive Karriere
Motz absolvierte sein First-Class-Debüt in der Saison 1957/58 und spielte in der Folge für Canterbury. Sein Test-Debüt in der Nationalmannschaft folgte im Dezember 1961 in Südafrika, wobei er 3 Wickets für 51 Runs erzielte. Im zweiten Spiel der Serie gelangen ihm vier (4/68) und in den letzten beiden Begegnungen jeweils drei Wickets (3/86 und 3/70). Bei der Tour gegen England in der Saison 1962/63 erzielte er ein Fifty über 60 Runs im ersten Test, bevor ihm erneut drei wickets (3/68) im dritten Spiel gelangen. Im Januar 1965 erreichte er gegen Pakistan im ersten Test der Serie insgesamt sieben Wickets (4/45 & 3/34). Im dritten Test erreichte er drei Wickets (3/48). Daraufhin reiste er mit dem Team nach Indien und erreichte erneut drei Wickets (3/87) im ersten Test. In der Saison 1965 erzielte er in England fünf Wickets (5/108) im ersten Test und drei Wickets (3/45) im zweiten. In der folgenden Saison kam England zum Gegenbesuch nach Neuseeland, wo er drei Wickets (3/83) und ein Fifty (58 Runs) im ersten und ein weiteres Fifty (57 Runs) im zweiten Test erreichte. Gegen Indien in der Saison 1967/68 begann er mit einem Five-for (5/86). Im zweiten Spiel gelangen ihm sogar 6 Wickets für 63 Runs, bevor er im vierten Spiel noch ein Mal vier Wickets (4/51) beisteuern konnte. Im Jahr darauf folgte eine Tour gegen die West Indies, die er mit drei Wickets (3/70) im ersten Spiel begann. Im zweiten Spiel erreichte er erneut sechs Wickets (6/69) und im abschließenden dritten Test weitere fünf (5/113). In der Saison 1969 reiste er für seine letzte Tour nach England, wo er sein 100. Test-Wicket erzielte. Am Ende der Saison wurde entdeckt, dass er an einer Wirbelverschiebung litt und so trat er mit sofortiger Wirkung zurück.

## Nach der aktiven Karriere
Nach seinem Rücktritt führte er einen Pub in Timaru und seine Gesundheit verschlechterte sich durch Trinken und Gewichtszunahme. In 1989 wurde sein Sohn ermordet und seine Gesundheit nahm weiter ab. Er betätigte sich auch als Taxifahrer. Operationen um sein Gewicht zu kontrollieren schlugen fehl und so verstarb er an einem Herzinfarkt im Alter von 67 Jahren im April 2007.